# Cour Luther
La Cour Luther (en hongrois : Luther-udvar) est un édifice situé dans le 8e arrondissement de Budapest.